# Uoke
Uoke, es una deidad presente en la mitología pascuense, proveniente de las tradiciones de los habitantes de la Isla de Pascua (Rapa Nui).

## Descripción
Uoke es descrito como un dios de la devastación, quién según las tradiciones, sería el causante de la actual geografía de Isla de Pascua.
Que es conocido como uno de los muchos dioses de la mitología pascuense.

## Leyenda
La leyenda dice que la tierra de Rapa Nui antiguamente habría sido tan grande y tan extensa, como la mítica tierra de Hiva. En aquellos tiempos el antiguo dios Uoke, disponía de un gran poder para hundir y levantar todas las zonas de la tierra; acción que realizaba usando una gran palanca, con la cual hundía y levantaba la superficie de la tierra, y con ello también el antiguo gran territorio de Rapa Nui.
Pero sucedió que un día cuando Uoke venía levantando la tierra desde Hiva, al llegar a Puku Puhi-puhi, se le quebró la palanca; y con ello se hizo una separación la superficie de la tierra. Quedando gran parte de la antigua Rapa Nui hundida, ya que estaba ubicada en la superficie de la tierra que en ese momento se encontraba bajo el mar. Indicándose que esta fue la razón de que Rapa Nui sea pequeña, ya que solo quedó en la superficie las cúspides de sus montañas, las cuales conformaron la isla. En cuanto al resto de la tierra quedó completamente bajo el mar.
- Datos: Q9091845